# スバル・EL15

スバル・EL15とは、富士重工業（現・SUBARU）の水平対向4気筒ガソリンエンジンである。EJ15の後継機種として、2006年から2011年までスバル・インプレッサシリーズに搭載された。

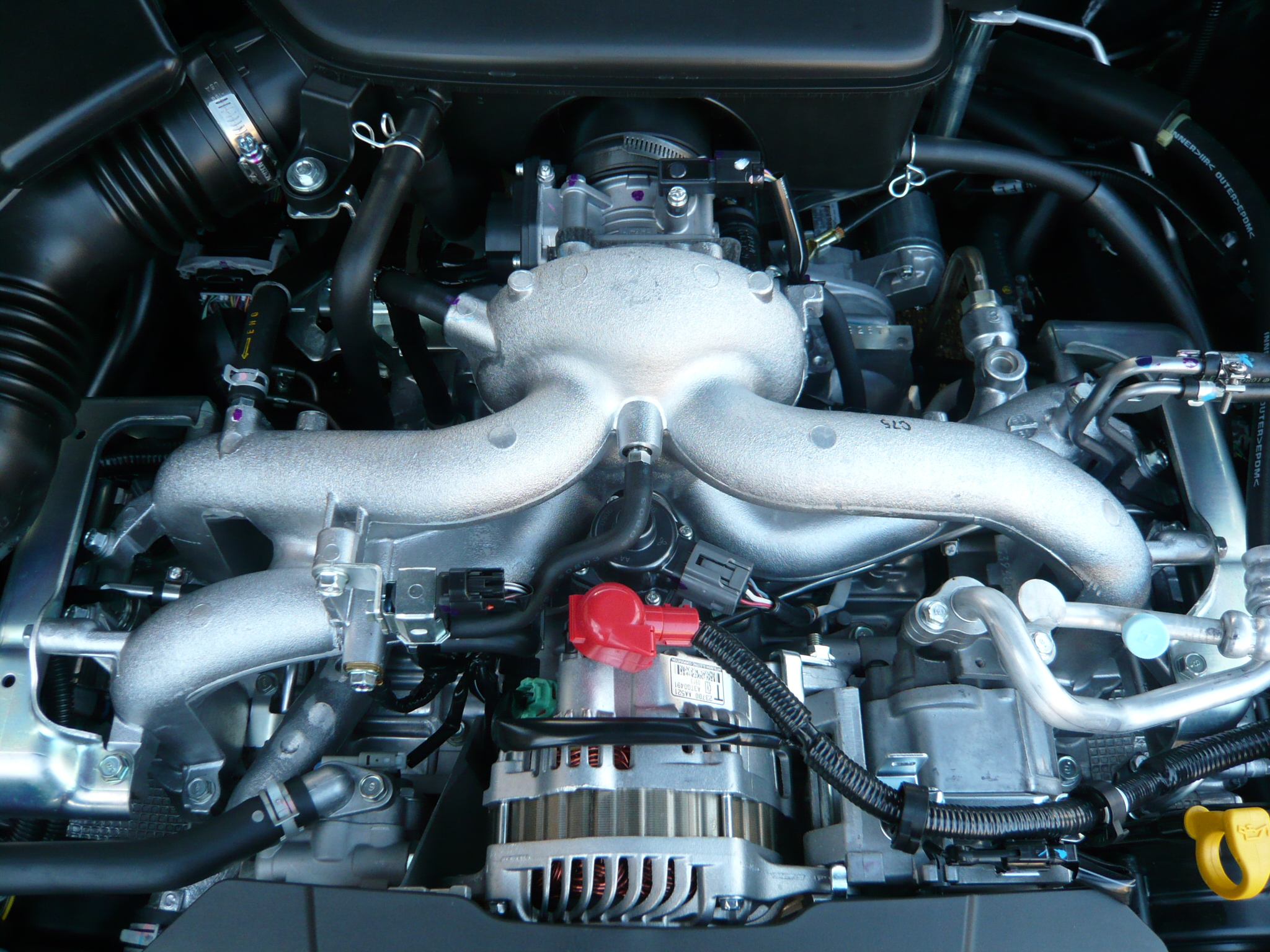
EL15型水平対向4気筒エンジン

## 概要
2006年に行われたインプレッサシリーズの部分改良で追加された新グレード「1.5R」に初めて搭載された。なお、この部分改良以前から存在するグレード「1.5i」にはEJ15が継続して搭載されていた。翌年2007年に行われた3代目へのフルモデルチェンジにより、同車の1.5 Lグレード「15S」（後に「1.5i」に変更）にはEL15が搭載され、この時点でEJ15搭載モデルは消滅し、同社の1.5 LエンジンはEL15へと完全に引き継がれた。
海外については地域により採用時期が異なるが、EJ15、EJ16に代わり、3代目インプレッサからは全てEL15へ切り替わっている。
構造的にはEJ型エンジンを基本としており、多くの部品を共用している（後述）。

## 搭載車種
- インプレッサ（GD・GG型、GE・GH型）

## 基本仕様
- 種類：1.5 L DOHC 16バルブ EGI
- 排気量：1,498 cc
- 内径×行程: 77.7 mm × 79.0 mm
- 圧縮比：10.1
- 最大出力：110 PS (81 kW) / 6,400 rpm
- 最大トルク：14.7 kgf·m (144 N·m) / 3,200 rpm
- 使用燃料：無鉛レギュラーガソリン
- 可変動弁機構：吸気AVCS

基本仕様にはその変化が現れないが、2007年のインプレッサフルモデルチェンジ後のEL15はシリンダーヘッドやピストンなど一部本体部品まで変更されている。

## シリンダーブロック
シリンダーブロックのボアピッチが113 mmでEJ型エンジンと共通なだけでなく、クランクシャフトとコンロッドは行程が同一であるEJ25のものを流用している。

## シリンダーヘッド
EJ型エンジンの設計を最適化して使用している。AVCS関係の部品についてもDOHCのEJ型エンジンと同一のものが適用されている。

## 補機類
EJ型エンジンとの共通部品が多いため、エンジン全体で見てもDOHCのEJ型エンジンとの見分けはつきにくい。

## EJ型エンジンとの関係
以上のようにEL15は基本構造、使用部品の観点から、新エンジンというよりもEJ型エンジンシリーズの一つと考えることができる。
EL15発表後、EJ型エンジンの後継としてEL20やEL25が開発されているのではないかとの憶測もあったが、その後の新モデルでもEJ20、EJ25が搭載され続けた。上記のようにEL15はEJ型エンジンの1バリエーションであり、EL20やEL25といったエンジンはリリースされることなく、2010年9月にEJ型エンジンの正式な後継となる新世代のボクサーエンジン、FB型エンジンの開発が正式発表された。